# Championnat d'Aruba de football 2006-2007
Navigation
Saison précédente Saison suivante
La saison 2006-2007 du Championnat d'Aruba de football est la vingt-et-unième édition de la Division di Honor, le championnat de première division à Aruba. Les dix meilleures équipes de l'île sont regroupées au sein d’une poule unique où elles s’affrontent au cours de plusieurs phases, avec des qualifications successives, jusqu'à la finale. En fin de saison, le dernier du classement est relégué tandis que les 8e et 9e doivent prendre part à une poule de promotion-relégation.
C'est le SV Deportivo Nacional qui est sacré cette saison après avoir remporté la finale, face au SV Racing Club Aruba. Il s’agit du quatrième titre de champion d'Aruba de l’histoire du club.

## Les clubs participants
- SV Racing Club Aruba
- SV Britannia
- SV Dakota
- SV Deportivo Nacional
- SV La Fama
- SV Jong Aruba - Promu de Division Uno
- SV Caiquetio
- SV Estrella
- SV Independiente Caravel
- SV Juventud Tanki Leendert - Promu de Division Uno

## Compétition
Le barème utilisé pour établir le classement est le suivant :
- Victoire : 3 points
- Match nul : 1 point
- Défaite : 0 point

### Saison régulière
| Rang | Équipe                      | Pts | J  | G  | N | P  | Bp | Bc | Diff |
| ---- | --------------------------- | --- | -- | -- | - | -- | -- | -- | ---- |
| 1    | SV Britannia                | 47  | 18 | 15 | 2 | 1  | 65 | 20 | +45  |
| 2    | SV Racing Club Aruba        | 42  | 18 | 13 | 3 | 2  | 41 | 5  | +36  |
| 3    | SV Deportivo Nacional       | 32  | 18 | 9  | 5 | 4  | 53 | 17 | +36  |
| 4    | SV La Fama                  | 31  | 18 | 8  | 7 | 3  | 49 | 18 | +31  |
| 5    | SV DakotaC                  | 25  | 18 | 7  | 4 | 7  | 44 | 29 | +15  |
| 6    | SV EstrellaT                | 25  | 18 | 7  | 4 | 7  | 39 | 38 | +1   |
| 7    | SV Independiente Caravel    | 16  | 18 | 4  | 4 | 10 | 31 | 40 | -9   |
| 8    | SV Jong ArubaP              | 16  | 18 | 5  | 1 | 12 | 20 | 70 | -50  |
| 9    | SV Caiquetio                | 12  | 18 | 3  | 3 | 12 | 27 | 63 | -36  |
| 10   | SV Juventud Tanki LeendertP | 7   | 18 | 2  | 1 | 15 | 16 | 85 | -69  |

|  | Qualification pour la Buelta Semi-final                                         |
|  | Participation à la poule de promotion-relégation                                |
|  | Relégation en Division Uno                                                      |
|  | T : Tenant du titre C : Vainqueur de la Coupe d'Aruba P : Promu de Division Uno |

### Buelta Semi-final
| Rang | Équipe                | Pts | J | G | N | P | Bp | Bc | Diff |  | Résultats (▼ dom., ► ext.) | Rac | DNa | Bri | LaF |
| ---- | --------------------- | --- | - | - | - | - | -- | -- | ---- |  | -------------------------- | --- | --- | --- | --- |
| 1    | SV Racing Club Aruba  | 11  | 6 | 3 | 2 | 1 | 8  | 3  | +5   |  | SV Racing Club Aruba       |     | 2-0 | 1-1 | 3-0 |
| 2    | SV Deportivo Nacional | 11  | 6 | 3 | 2 | 1 | 6  | 4  | +2   |  | SV Deportivo Nacional      | 1-0 |     | 1-0 | 2-0 |
| 3    | SV Britannia          | 9   | 6 | 2 | 3 | 1 | 12 | 7  | +5   |  | SV Britannia               | 1-1 | 2-2 |     | 4-2 |
| 4    | SV La Fama            | 1   | 6 | 0 | 1 | 5 | 2  | 14 | -12  |  | SV La Fama                 | 0-1 | 0-0 | 0-4 |     |

|  | Qualification pour la finale et le CFU Club Championship 2007 |

### Finale nationale
| Équipe 1              | Résultat | Équipe 2             | Aller | Retour | Appui |
| --------------------- | -------- | -------------------- | ----- | ------ | ----- |
| SV Deportivo Nacional | 2 - 1    | SV Racing Club Aruba | 1 - 0 | 0 - 4  | 1 - 0 |

### Poule de promotion-relégation
Les 8e et 9e de Division di Honor affrontent les 2e et 3e de Division Uno en barrage pour attribuer les deux dernières places en première division la saison prochaine. Chaque club rencontre deux fois tous ses adversaires.